# Steven López
Pour les articles homonymes, voir López.
Steven Lopez, né le 9 novembre 1978 à New York, est un taekwondoïste américain. Avec deux titres olympiques (en 2000 et 2004), cinq titres en championnats du monde et un titre en coupe du monde (8 titres "de classe mondiale" en tout), il est le représentant le plus titré de son sport après l'Iranien Hadi Saei (2 titres olympiques en 2004 et 2008, 2 titres en championnats du monde, 4 titres en coupes du monde et un titre en tournoi mondial de qualification olympique, soit 9 titres "de classe mondiale" en tout).

## Biographie
Originaires du Nicaragua, les parents de Steven Lopez émigrèrent aux États-Unis en 1972. Né le 9 novembre 1978, Steven commence le taekwondo à l'âge de cinq ans dans le garage familial. Entraîné par son frère, il commence à s'illustrer en 1997 en remportant la Coupe du monde. Deux ans plus tard, il remporte la médaille d'or aux Jeux panaméricains organisés à Winnipeg (Canada). À l'occasion des Jeux olympiques d'été de 2000, le taekwondo fait son apparition officielle au programme comme sport olympique. L'Américain y remporte la médaille d'or et devient ainsi l'un des premiers champions olympiques de l'histoire de ce sport. Il confirme son sacre l'année suivante en obtenant sa première couronne mondiale, titre qu'il conserve en 2003. À l'approche des Jeux olympiques d'été de 2004, Lopez passe dans la catégorie de poids supérieure (parmi les moyens : 68-80 kg) alors qu'il évoluait dans la catégorie des poids légers (58-68 kg). Cela ne l'empêche pas de conquérir une seconde victoire aux J.O. devenant alors le premier à réaliser cette performance. 
En janvier 2006, à la suite d'un contrôle antidopage qui se révèle positif, l'Américain est suspendu trois mois par l'Agence américaine antidopage. L'année suivante, il entre dans l'histoire de son sport en remportant une quatrième couronne mondiale consécutive après la troisième obtenue en 2005.
Le frère (Mark) et la sœur (Diana) de Steven Lopez pratiquent également le taekwondo. Lors des Mondiaux 2005, la fratrie remporte d'ailleurs trois médailles d'or. Steven était alors entraîné par son frère aîné Jean.
Après six années de victoires ininterrompues en compétition internationale, il chute en quarts de finale du tournoi olympique à Pékin face à l'Italien Mauro Sarmiento et remporte une médaille de bronze.
En 2009, Steven Lopez remporte pour la 5e fois les championnats du monde WTF à Copenhague, opposé à Nicolas Garcia (Espagne).

## Accusation d'abus sexuels et suspension à vie
En 2018, Steven Lopez et son frère aîné Jean sont cités dans un procès intenté par cinq athlètes féminines de taekwondo qui affirment avoir subi deux décennies d'abus sexuels,. Steven Lopez est accusé d'avoir eu en 2000 des relations sexuelles avec une adolescente de 14 ans, qu'il aurait approchée dès ses dix ans. En septembre 2018, les deux frères sont suspendus à vie de toute compétition sportive par le Centre américain pour un sport sûr.

## Palmarès

### Jeux olympiques
- Jeux olympiques de 2000 à Sydney ()
  -  Médaille d'or dans la catégorie des poids légers (58-68 kg)
- Jeux olympiques de 2004 à Athènes () :
  -  Médaille d'or dans la catégorie des poids moyens (68-80 kg)
- Jeux olympiques de 2008 à Pékin ( : )
  -  Médaille de bronze dans la catégorie des poids moyens (68-80 kg)

### Championnats du monde
| Catégorie / Année | 2001 | 2003 | 2005 | 2007 | 2009 |
| ----------------- | ---- | ---- | ---- | ---- | ---- |
| Performance       | 1er  | 1er  | 1er  | 1er  | 1er  |

### Jeux panaméricains
- 2 médailles d'or en 1999 et 2003.